# Eiskarussell
Ein Eiskarussell ist eine aus der Eisdecke eines zugefrorenen Gewässers herausgelöste kreisrunde Eisscholle. Bei natürlich entstandenen runden Eisschollen handelt es sich um Eiskreise oder kreisende Eisscheiben.
Ein Eiskarussell kann auch mit Hilfe einer Kettensäge aus dem Eis geschnitten werden. Es wird dann durch die Gewässerströmung, Staken oder per Außenbordmotor wie bei einem Karussell in Bewegung gesetzt.